# Wonbuk-myeon
Wonbuk-myeon (koreanska: 원북면) är en köping i kommunen Taean-gun i provinsen Södra Chungcheong i den västra delen av Sydkorea, 100 km sydväst om huvudstaden Seoul.